# Гаврильєва Валентина Миколаївна
Валентина Миколаївна Гаврильєва (нар. 6 грудня 1944) — якутська письменниця, прозаїк, член Спілки письменників СРСР з 1973 року. Удостоєна почесного звання «Заслужений працівник культури Республіки Саха (Якутія)» (2005).

## Біографія
Народилася в селі Майя Мегіно-Кангаласького району Якутської АРСР. По закінченні середньої школи В. Гаврильєва працювала в редакції дитячої газети «Бэлэм буол» («Будь готовий»). У 1971 році закінчила Літературний інститут імені Горького в Москві.

## Творчість
Перші твори Гаврильєвої з'явилися в друку Якутської АРСР у 1966 році, а в 1968 році вийшла в світ її перша збірка «Хатыҥчааным барахсан». Письменницька майстерність Гаврильєвої поступово зростала по мірі створення нових творів. Творчість письменниці відображала творчий пошук в аспекті сучасних морально-етичних проблем. Для оповідань і повістей Гаврильєвої характерна експресивність і лаконічність. Твори письменниці було інсценізовано й поставлено на театральних сценах: так, Нюрбинський драматичний театр поставив виставу за повістю «Країна Уот-Джулустана», а Якутський академічний драматичний театр імені П. О. Ойунського поставив виставу за повістю «Про велику подорож помаранчевого Серьоги, наймудрішого Ібрагіма і хитромудрого мисливця Семена Велика голова». Тематика останніх творів поширилася на життя політичних засланців і російських першопрохідників Якутії. Твори Валентини Гаврильєвої перекладалися на російську, білоруську і польську мови.